# Oase
En oase (græsk: Uasis, ægyptisk: Uit, arabisk: Wâh) betegner et frugtbart sted i en ørken, der ved større eller vegetation adskiller sig fra dets omgivelser.

## Beliggenhed
Da oaser skyldes forekomsten af vand, findes de hyppigst ved foden af bjerge, i floddale, vadier, hvor vandet ligger tæt under overfladen, og ved kilder, der springer frem i sænkninger. Forsvinder vandet, forsvinder oasen også. Kunstige oaser dannes ved boring af artesiske brønde, som det navnlig har fundet sted siden 1856 i det algierske Sahara.
Oprindeligt betegnede oase kun de kendte oaser i ørkenen vest for Nilen som Sivah (Zeus Ammon’s oase) med flere, men nu forstår man alle de frugtbare strøg i de store ørkenstrækninger i Afrika, Asien, Amerika og Australien.

## Plantevækst
I de mindre oaser, navnlig i Sahara og Vestasien, vokser især daddelpalmer, dumpalmer, manna og akacietræer. I de større også korn og sydfrugter.

## Eksempler på oaser
Den største oase er Nil-dalen. Andre betydelige oaser i Sahara er Fezzan, Tibesti, Air, Bilma, Tuat, Tafilet, Adrar, Draa, i Vestasien de store oaser i det nordlige Arabien (Dschoff, Riad), i Turan Khiva, Buchara og i Centralasien Tarim-dalen, Kashgar, Jarkand, Khotan.